# Patrick Thaler
Patrick Thaler (Bolzano, 23 marzo 1978) è un ex sciatore alpino italiano.

## Biografia
Residente a Sarentino e tesserato per il Centro Sportivo Carabinieri, tecnicamente è stato uno slalomista, anche se all'inizio della carriera si dedicava anche alle gare di slalom gigante; prediligeva i tracciati più filanti rispetto a quelli maggiormente angolati.

### Stagioni 1995-2004
Ha iniziato a partecipare a gare FIS nel dicembre del 1994; ha esordito ai Mondiali juniores nel 1996 e in Coppa Europa il 16 gennaio 1997 ad Adelboden, piazzandosi 6º in slalom gigante. Nella stessa stagione ha colto la medaglia d'argento ai Mondiali juniores di Schladming, in slalom gigante, e ha esordito in Coppa del Mondo, l'8 marzo nello slalom gigante di Shigakōgen, senza qualificarsi per la seconda manche.
Nel 2002 è stato campione italiano di slalom gigante a Piancavallo e nel 2003, il 24 gennaio, ha colto la sua prima vittoria, nonché primo podio, in Coppa Europa, nello slalom speciale di Courchevel. Nel 2003-2004 in Coppa Europa ha vinto la classifica di slalom speciale, oltre a essersi piazzato all'8º posto in classifica generale.

### Stagioni 2005-2009
Thaler è riuscito a trovare continuità di rendimento in slalom speciale a partire dalla stagione 2004-2005, quando ha iniziato a cogliere piazzamenti nei primi dieci. Ha esordito ai Giochi olimpici invernali a Torino 2006, senza completare la prova di slalom speciale, e ai Campionati mondiali a Åre 2007, nuovamente senza concludere la prova di slalom speciale.
In Coppa del Mondo, dopo un quarto posto a Bad Kleinkirchheim nel dicembre 2007, si è confermato ad alti livelli nella stagione 2008-2009, quando ha colto il primo podio in carriera con il 3º posto di Kitzbühel del 25 gennaio 2009, rimontando nove posizioni rispetto alla prima manche. Nella stessa stagione è stato 7° in slalom speciale ai Mondiali di Val-d'Isère.

### Stagioni 2010-2018
Ha preso parte ai XXI Giochi olimpici invernali di Vancouver 2010, senza completare la prova di slalom speciale; ha colto la sua ultima vittoria, nonché ultimo podio, in Coppa Europa, nello slalom speciale di Obereggen del 14 dicembre 2011. Ai Mondiali di Schladming 2013 non ha completato le prove di slalom speciale. Nella stagione 2013-2014 ha ottenuto i suoi migliori piazzamenti in classifica in Coppa del Mondo, chiudendo al 21º posto nella graduatoria generale e al 4º in quella di slalom speciale, grazie anche a due podi tra i quali l'ultimo della sua carriera, il 24 gennaio a Kitzbuehel: in quell'occasione stabilì il primato dell'atleta più anziano a salire sul podio in Coppa del Mondo, a 35 anni e 10 mesi.
Ai XXII Giochi olimpici invernali di Soči 2014, suo congedo olimpico, invece non ha nuovamente terminato la prova, così come ai Mondiali di Vail/Beaver Creek 2015. Ai Mondiali di Sankt Moritz 2017, ultima presenza iridata di Thaler, si è classificato 24º nello slalom speciale. Si è ritirato durante la stagione 2017-2018, dopo aver stabilito il primato dell'atleta più anziano a ottenere punti in Coppa del Mondo, a 39 anni e 9 mesi, nello slalom speciale di Adelboden del 7 gennaio; la sua ultima gara in carriera è stata lo slalom speciale di Coppa del Mondo disputato a Schladming il 23 gennaio, nel quale Thaler non si è qualificato per la seconda manche.

## Palmarès

### Mondiali juniores
- 1 medaglia:
  - 1 argento (slalom gigante a Schladming 1997)

### Coppa del Mondo
- Miglior piazzamento in classifica generale: 21º nel 2014
- 3 podi (in slalom speciale):
  - 3 terzi posti

### Coppa Europa
- Miglior piazzamento in classifica generale: 8º nel 2004
- Vincitore della classifica di slalom speciale nel 2004
- 9 podi (tutti in slalom speciale):
  - 6 vittorie
  - 2 secondi posti
  - 1 terzo posto

#### Coppa Europa - vittorie
| Data             | Località             | Paese   | Specialità |
| ---------------- | -------------------- | ------- | ---------- |
| 24 gennaio 2003  | Courchevel           | Francia | SL         |
| 15 marzo 2003    | Piancavallo          | Italia  | SL         |
| 2 dicembre 2003  | Åre                  | Svezia  | SL         |
| 20 dicembre 2003 | Donnersbachwald      | Austria | SL         |
| 18 dicembre 2010 | Madonna di Campiglio | Italia  | SL         |
| 14 dicembre 2011 | Obereggen            | Italia  | SL         |

Legenda:

SL = slalom speciale

### Campionati italiani
- 7 medaglie[3]:
  - 2 ori (slalom gigante nel 2002; slalom speciale nel 2016)
  - 2 argenti (slalom speciale nel 2007; slalom speciale nel 2010)
  - 3 bronzi (slalom gigante nel 2003; slalom speciale nel 2009; slalom speciale nel 2011)